# Alexis Elsener
Alexis Elsener (Villa María, Córdoba, 23 de febrero de 1988) es un baloncestista argentino que actualmente juega para La Unión de Formosa de la Liga Nacional de Básquet de Argentina.

## Carrera profesional
Formado en las canteras de Sociedad Española, Sparta y Ameghino de Villa María, tras un paso por Unión Eléctrica de Córdoba fue reclutado por El Nacional Monte Hermoso. Allí debutó como profesional el 7 de octubre de 2007 en la Liga Nacional de Básquet. Sufrió el descenso al Torneo Nacional de Ascenso con su equipo en 2009, pero fue en esa categoría donde logró incrementar su nivel de juego, por lo que regresó a la LNB como ficha de Obras Sanitarias para la temporada 2010/11, institución con la que logra el Torneo Interligas en 2010 y la Liga Sudamericana en 2012 e individualmente es premiado como el jugador de mayor progreso por la AdC y el diario Olé. 
Tras tres temporadas en el club cordobés Atenas -incluyendo además un breve pero exitoso paso por Malvín en 2014, donde se consagró campeón de la Liga Uruguaya de Básquetbol-, fichó con La Unión de Formosa para disputar la temporada 2015-2016. A mediados de 2016 dejó al club formoseño para incorporarse a Quimsa, pero, tras un semestre en la institución santiagueña, retornó a La Unión, en donde jugaría hasta el final de la temporada 2019-2020 (suspendida abruptamente debido al inicio de la pandemia de COVID-19).
En julio de 2020 decidió migrar a México y jugar el campeonato local con Plateros de Fresnillo. Tras quedar su equipo afuera de los playoffs, arregló con los colombianos del Team Cali para disputar la fase final de la Liga Colombiana de Baloncesto 2020. Posteriormente se sumaría al plantel de Goes, jugando la temporada 2021 de la LUB.
Buscando una buena propuesta económica, aceptó jugar por un año en el Veltex Shizouka de la B3.League de Japón. Sin embargo su estadía en ese país se extendería un año más, al renovar su contrato con el club para la temporada 2022-23 (en la cual el Veltex Shizouka terminaría obteniendo el ascenso a la categoría superior).
En julio de 2023 se unió a Abejas de León de la Liga Nacional de Baloncesto Profesional de México. Tras la culminación del campeonato, en enero de 2024 se unió a los Halcones de Xalapa como refuerzo del equipo en la BCLA. Tras la eliminación de su equipo de la competición en el mes de abril, Elsener rechazó ofertas de otros clubes para permanecer vinculado a los xalapeños y disputar la siguiente temporada de la LNBP.
En enero de 2025 se incorporó a los Halcones de Ciudad Obregón del CIBACOPA.
Regresó a La Unión de Formosa en junio de 2025, retornando así a la LNB tras cinco años de ausencia.

## Clubes
| Club                       | País      | Año             |
| -------------------------- | --------- | --------------- |
| El Nacional Monte Hermoso  | Argentina | 2007 - 2010     |
| Obras Sanitarias           | Argentina | 2010 - 2012     |
| Atenas                     | Argentina | 2012 - 2014     |
| Malvín                     | Uruguay   | 2014            |
| Atenas                     | Argentina | 2014 - 2015     |
| La Unión de Formosa        | Argentina | 2015 - 2016     |
| Quimsa                     | Argentina | 2016            |
| La Unión de Formosa        | Argentina | 2017 - 2020     |
| Plateros de Fresnillo      | México    | 2020            |
| Team Cali                  | Colombia  | 2020            |
| Goes                       | Uruguay   | 2021            |
| Veltex Shizuoka            | Japón     | 2021 - 2023     |
| Abejas de León             | México    | 2023            |
| Halcones de Xalapa         | México    | 2024            |
| Halcones de Ciudad Obregón | México    | 2025            |
| La Unión de Formosa        | Argentina | 2025 - Presente |

## Selección nacional
Integró preseleccionados juveniles en 2006 aunque no pudo integrar un plantel oficial.
Su debut en la selección mayor se produjo en los Juegos Panamericanos de 2011, torneo al que fue convocado como sustituto de Marcos Mata.

## Palmarés

### Campeonatos internacionales
- Torneo Interligas 2011 con Obras Sanitarias.
- Liga Sudamericana de Clubes 2011 con Obras Sanitarias.

### Consideraciones Personales
- Jugador de Mayor Progreso de la LNB 2011.